# Gamma Hydri
Gamma Hydri is een ster in het sterrenbeeld Kleine Waterslang. De schijnbare magnitude is gelijk aan 3,26.